# Päpstliche Akademie Alfonsiana
Die Päpstliche Akademie Alfonsiana (ital.: Pontificia Accademia Alfonsiana) ist ein höheres Bildungsinstitut für Moraltheologie mit Sitz in Rom. Sie befindet sich im Stadtviertel Esquilino im Gebäudekomplex der Redemptoristen, der auch das Generalat und die Kirche Sant’Alfonso umfasst.

## Geschichte
1949 wurde die Akademie von der Ordensgemeinschaft der Redemptoristen gegründet. Vorläufer war die 1855 gegründete Hochschule St. Alfons. 1960 erfolgte die Eingliederung in die Päpstliche Lateranuniversität. 
Die Akademie war wesentlich beteiligt an inhaltlichen Arbeiten zum Zweiten Vatikanischen Konzil, insbesondere zur Pastoralkonstitution Gaudium et Spes.

## Hochschule
Die Accademia Alfonsiana ist als spezialisiertes Forschungsinstitut für Moraltheologie im Sinne von Alfonso Maria de Liguori weltweit anerkannt. Über 4.500 Studenten aus mehr als 60 Ländern haben an der Akademie seit Bestehen ein Lizenziat oder Doktorat absolviert. An dem Institut lehren circa 30 Professoren, überwiegend Angehörige der Redemptoristen. Präsident der Accademia Alfonsiana ist Alfonso Amarante CSsR (seit 2018). Die Akademie wird unterstützt durch die „Stiftung Alfonsiana“ (La Fondazione Alfonsiana).
Die Akademie ist Herausgeber von „Editiones Academiae Alfonsianae“, einer wissenschaftlichen Zeitschrift für Moraltheologie.
Die Bibliothek, 1855 gegründet in der Hochschule St. Alfons, wurde 1867 durch eine Schenkung des Bischofs von La Rochelle, Clément Kardinal Villecourt, wesentlich erweitert. Bereits 1905 galt die Bibliothek mit über 20.000 Bänden als eine der besten kirchlichen Bibliotheken von Rom.
Bekannte Professoren waren unter anderem die Deutschen Bernhard Häring CSsR und Andreas Resch CSsR; bekannte Studenten sind Fausto Tardelli, Jean Mbarga und Ioan Robu.